# Francesco Perlini
Francesco Perlini (* 1961 in San Bonifacio) ist ein ehemaliger italienischer Rallye-Raid-Fahrer, zweifacher Gewinner der Rallye Dakar in der LKW-Klasse und war bis 2016 Geschäftsführer von Perlini Equipment.

## Karriere
Francesco Perlinis Vater Roberto gründete 1957 den LKW Hersteller Perlini. Francesco Perlini trat später in das Unternehmen seines Vaters ein und begann Ende der 1980er seine Motorsportkarriere zusammen mit seinem älteren Bruder Maurizio Perlini auf einem unternehmenseigenen Perlini 105F „Red Tiger“. Francesco Perlini fuhr seine erste Rallye Dakar 1992 und gewann diese in der Klasse der LKW. Er fuhr die Rallye Dakar nur noch einmal 1993 und gewann diese ebenfalls.
Nach dem Ende seiner Motorsportkarriere war er zusammen mit seinem Bruder und bis zur Übernahme durch die Cangialeoni-Gruppe 2016 Geschäftsführer von Perlini Equipment.